# Wahlen zum Senat der Vereinigten Staaten 1902 und 1903
Die Wahlen zum Senat der Vereinigten Staaten 1902 und 1903 zum 58. Kongress der Vereinigten Staaten fanden zu verschiedenen Zeitpunkten statt. Es waren die Halbzeitwahlen (engl. midterm election) in der Mitte von Theodore Roosevelts erster Amtszeit. Vor der Verabschiedung des 17. Zusatzartikels wurden die Senatoren nicht direkt gewählt, sondern von den Parlamenten der Bundesstaaten bestimmt.
Zur Wahl standen 29 der 30 Senatssitze der Klasse III, deren Inhaber 1896 und 1897 für eine Amtszeit von sechs Jahren gewählt worden oder später nachgerückt waren. Zusätzlich fanden Nachwahlen für einen dieser Sitze und fünf der anderen beiden Klassen statt. Bei den Nachwahlen gewannen die Republikaner die beiden vakanten Sitze in Delaware, ansonsten gab es keine Veränderungen bezüglich der Parteizugehörigkeit der Senatoren. Die Wahl zum Klasse-III-Sitz in Louisiana hatte bereits 1900 stattgefunden.
Von den 30 regulär zur Wahl stehenden Sitzen waren ursprünglich acht von Demokraten, 18 von Republikanern und jeweils zwei von Silber-Republikanern und Populisten (People’s Party) besetzt. 16 Amtsinhaber wurden wiedergewählt, drei Demokraten und zwölf Republikaner, der Silber-Republikaner Henry Moore Teller wechselte zu den Demokraten. Fünf weitere Sitze wurden von den jeweiligen Parteien gehalten (3 D, 2 R). Die Republikaner gewannen den zweiten Sitz der Silber-Republikaner, die beiden Sitze der Populisten sowie einen Sitz der Demokraten, diese gewannen wiederum vier bisher republikanische Sitze. Ein Sitz ging den Demokraten kurzzeitig verloren, da das Parlament in Florida verspätet wählte. Der Gouverneur ernannte allerdings den bisherigen Amtsinhaber, der dann auch wiedergewählt wurde. Damit konnten die Republikaner ihre Mehrheit halten, die am Ende des 57. Kongresses bei 57 gegen 31 Demokraten und zwei Populisten gelegen hatte (zwei Silber-Republikaner hatten sich den Demokraten angeschlossen), zur ersten regulären Tagung saßen 57 Republikaner und 33 Demokraten im Senat.
Zu Veränderungen nach der Wahl siehe auch Liste der Mitglieder des Senats im 58. Kongress der Vereinigten Staaten.

## Ergebnisse

### Wahlen während des 57. Kongresses
Die Gewinner dieser Wahlen wurden vor dem 4. März 1903 in den Senat aufgenommen, also während des 57. Kongresses.
| Staat        | Amtierender Senator           | Partei       | Nachwahl   | Datum         | Ergebnis                   | Neuer Senator        |
| ------------ | ----------------------------- | ------------ | ---------- | ------------- | -------------------------- | -------------------- |
| Delaware     | vakant                        | vakant       | Klasse I   | 2. März 1903  | Zugewinn Republikaner      | L. Heisler Ball      |
| Delaware     | vakant                        | vakant       | Klasse II  | 2. März 1903  | Zugewinn Republikaner      | J. Frank Allee       |
| Iowa         | Jonathan P. Dolliver, ernannt | Republikaner | Klasse II  | 22. Jan. 1902 | bestätigt                  | Jonathan P. Dolliver |
| Michigan     | Russell A. Alger, ernannt     | Republikaner | Klasse II  | 20. Jan. 1903 | bestätigt                  | Russell A. Alger     |
| New Jersey   | William J. Sewell             | Republikaner | Klasse II  | 28. Jan. 1902 | von Republikanern gehalten | John F. Dryden       |
| South Dakota | Alfred B. Kittredge, ernannt  | Republikaner | Klasse III | 21. Jan. 1903 | bestätigt                  | Alfred B. Kittredge  |

- ernannt: Senator wurde vom Gouverneur als Ersatz für einen ausgeschiedenen Senator ernannt, Nachwahl nötig.
- bestätigt: ein als Ersatz für einen ausgeschiedenen Senator ernannter Amtsinhaber wurde bestätigt.

### Wahlen zum 58. Kongress
Die Gewinner dieser Wahlen wurden am 4. März 1903 in den Senat aufgenommen, also bei Zusammentritt des 58. Kongresses. Alle Sitze dieser Senatoren gehören zur Klasse III. Die Wahl in Louisiana hatte bereits 1900 stattgefunden und wird hier der Vollständigkeit halber aufgeführt.
| Staat          | Amtierender Senator   | Partei              | Datum         | Ergebnis                   | Neuer Senator         |
| -------------- | --------------------- | ------------------- | ------------- | -------------------------- | --------------------- |
| Alabama        | Edmund Pettus         | Demokrat            | 26. Jan. 1903 | wiedergewählt              | Edmund Pettus         |
| Arkansas       | James K. Jones        | Demokrat            | 20. Jan. 1903 | von Demokraten gehalten    | James P. Clarke       |
| Colorado       | Henry M. Teller       | Silber-Republikaner | 24. Jan. 1903 | wiedergewählt als Demokrat | Henry M. Teller       |
| Connecticut    | Orville H. Platt      | Republikaner        | 20. Jan. 1903 | wiedergewählt              | Orville H. Platt      |
| Florida        | Stephen R. Mallory    | Demokrat            | keine Wahl    | Verlust Demokraten         | vakant                |
| Georgia        | Alexander S. Clay     | Demokrat            | 4. Nov. 1902  | wiedergewählt              | Alexander S. Clay     |
| Idaho          | Henry Heitfeld        | Populist            | 13. Jan. 1903 | Zugewinn Republikaner      | Weldon B. Heyburn     |
| Illinois       | William E. Mason      | Republikaner        | 20. Jan. 1903 | von Republikanern gehalten | Albert J. Hopkins     |
| Indiana        | Charles W. Fairbanks  | Republikaner        | 20. Jan. 1903 | wiedergewählt              | Charles W. Fairbanks  |
| Iowa           | William B. Allison    | Republikaner        | 22. Jan. 1902 | wiedergewählt              | William B. Allison    |
| Kalifornien    | George C. Perkins     | Republikaner        | 13. Jan. 1903 | wiedergewählt              | George C. Perkins     |
| Kansas         | William A. Harris     | Populist            | 28. Jan. 1903 | Zugewinn Republikaner      | Chester I. Long       |
| Kentucky       | William J. Deboe      | Republikaner        | 15. Jan. 1902 | Zugewinn Demokraten        | James B. McCreary     |
| Louisiana      | Samuel D. McEnery     | Demokrat            | 22. Mai 1900  | vorzeitig wiedergewählt    | Samuel D. McEnery     |
| Maryland       | George L. Wellington  | Republikaner        | 15. Jan. 1902 | Zugewinn Demokraten        | Arthur P. Gorman      |
| Missouri       | George G. Vest        | Demokrat            | 20. Jan. 1903 | von Demokraten gehalten    | William J. Stone      |
| Nevada         | John P. Jones         | Republikaner        | 27. Jan. 1903 | Zugewinn Demokraten        | Francis G. Newlands   |
| New Hampshire  | Jacob H. Gallinger    | Republikaner        | 1903          | wiedergewählt              | Jacob H. Gallinger    |
| New York       | Thomas C. Platt       | Republikaner        | 20. Jan. 1903 | wiedergewählt              | Thomas C. Platt       |
| North Carolina | Jeter C. Pritchard    | Republikaner        | 1903          | Zugewinn Demokraten        | Lee S. Overman        |
| North Dakota   | Henry C. Hansbrough   | Republikaner        | 20. Jan. 1903 | wiedergewählt              | Henry C. Hansbrough   |
| Ohio           | Joseph B. Foraker     | Republikaner        | 15. Jan. 1902 | wiedergewählt              | Joseph B. Foraker     |
| Oregon         | Joseph Simon          | Republikaner        | 21. Feb. 1903 | von Republikanern gehalten | Charles W. Fulton     |
| Pennsylvania   | Boies Penrose         | Republikaner        | 20. Jan. 1903 | wiedergewählt              | Boies Penrose         |
| South Carolina | John L. McLaurin      | Demokrat            | 27. Jan. 1903 | von Demokraten gehalten    | Asbury Latimer        |
| South Dakota   | Alfred B. Kittredge   | Republikaner        | 21. Jan. 1903 | wiedergewählt              | Alfred B. Kittredge   |
| Utah           | Joseph L. Rawlins     | Demokrat            | 20. Jan. 1903 | Zugewinn Republikaner      | Reed Smoot            |
| Vermont        | William P. Dillingham | Republikaner        | 14. Okt. 1903 | wiedergewählt              | William P. Dillingham |
| Washington     | George Turner         | Silber-Republikaner | 29. Jan. 1903 | Zugewinn Republikaner      | Levi Ankeny           |
| Wisconsin      | John C. Spooner       | Republikaner        | 27. Jan. 1903 | wiedergewählt              | John C. Spooner       |

- wiedergewählt: ein gewählter Amtsinhaber wurde wiedergewählt.

### Wahlen während des 58. Kongresses
Der Gewinner dieser Wahl wurde nach dem 4. März 1903 in den Senat aufgenommen, also während des 58. Kongresses.
| Staat   | Amtierender Senator         | Partei   | Nachwahl   | Datum         | Ergebnis  | Neuer Senator      |
| ------- | --------------------------- | -------- | ---------- | ------------- | --------- | ------------------ |
| Florida | Stephen R. Mallory, ernannt | Demokrat | Klasse III | 22. Apr. 1903 | bestätigt | Stephen R. Mallory |

- ernannt: Senator wurde vom Gouverneur als Ersatz für einen ausgeschiedenen Senator ernannt, Nachwahl nötig.
- bestätigt: ein als Ersatz für einen ausgeschiedenen Senator ernannter Amtsinhaber wurde bestätigt.

## Einzelstaaten
In allen Staaten wurden die Senatoren durch die Parlamente gewählt, wie durch die Verfassung der Vereinigten Staaten vor der Verabschiedung des 17. Zusatzartikels vorgesehen. Das Wahlverfahren bestimmten die Staaten selbst, es war daher von Staat zu Staat unterschiedlich. Teilweise ergibt sich aus den Quellen nur, wer gewählt wurde, aber nicht wie.
Das Fourth Party System der Parteien in den Vereinigten Staaten bestand aus der Demokratischen Partei, die hauptsächlich in den Südstaaten stark war, sowie der gemäßigt abolitionistischen, im Norden verankerten Republikanischen Partei. Zeitweise konnten auch die Silver Party, die Silver Republican Party und die Populist Party (People’s Party) Senatoren stellen.